# Mala Rijeka-viadukten
Mala Rijeka-viadukten är en fackverksbro på järnvägen mellan 
Belgrad och Bar i närheten av Bioče omkring 20 kilometer norr om Podgorica i Montenegro.
Den var världens högsta järnvägsbro tills bron över Beipan Jiang i Kina invigdes 2001 och är fortfarande en av världens högsta.